# Gjøvik Olympiske Fjellhall

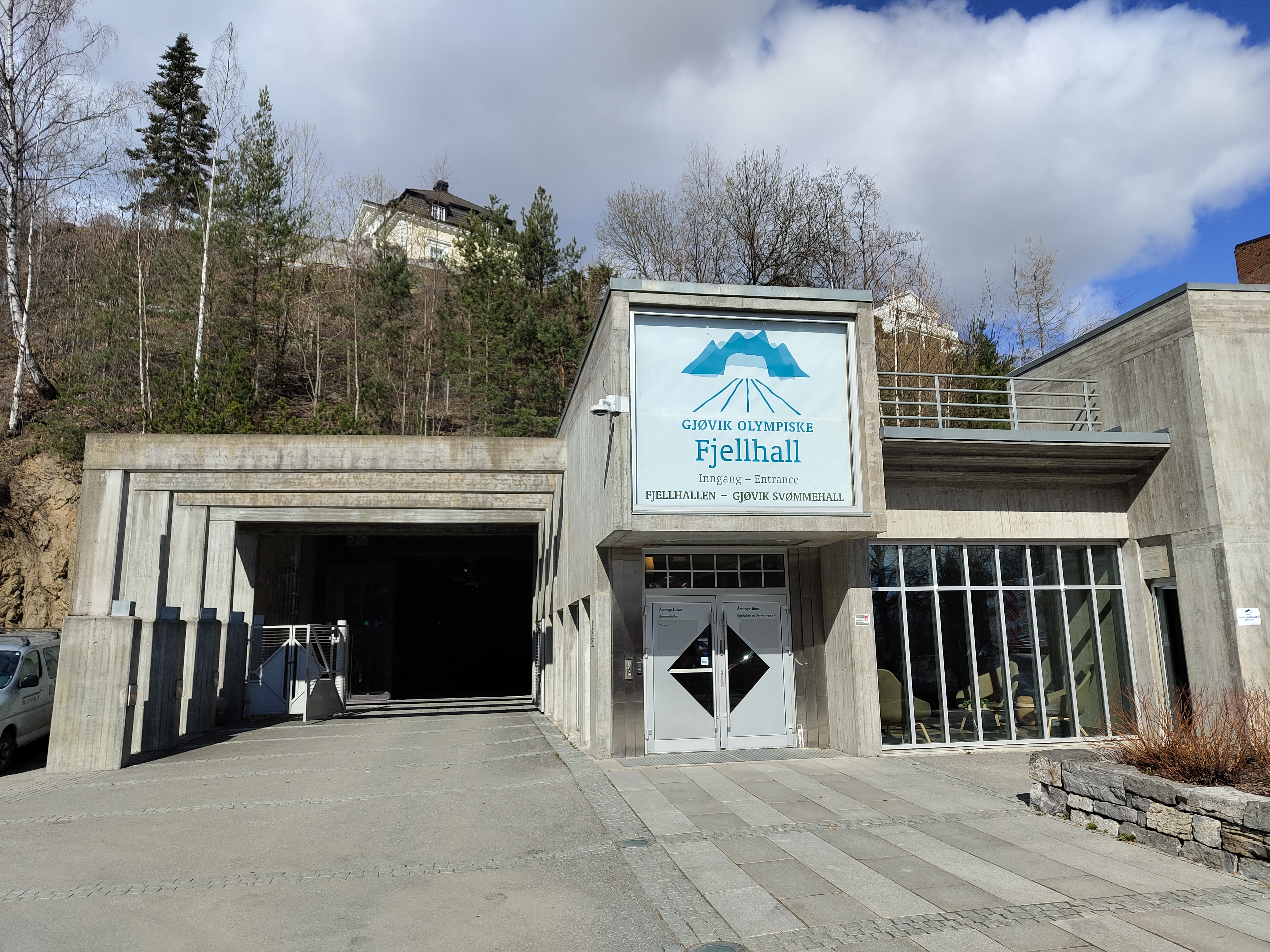
Entrada del Fjellhallen.

El Gjøvik Olympiske Fjellhall, también conocido como Fjellhallen, es un complejo deportivo de la ciudad de Gjøvik (Noruega) dedicado al hockey sobre hielo.
Construido en 1993, tiene capacidad para 5800 espectadores. Durante los   Juegos Olímpicos de Invierno de 1994 celebrados en Lillehammer fue sede de este deporte.